# Hemerobius falciger
Hemerobius falciger is een insect uit de familie van de bruine gaasvliegen (Hemerobiidae), die tot de orde netvleugeligen (Neuroptera) behoort. 
Hemerobius falciger is voor het eerst wetenschappelijk beschreven door Tjeder in 1963.